# Politikens Trykkeri Ekstra
|  | Denne artikel er oprettet af botten PalnaBot ud fra en ekstern database. Den kan derfor have sproglige fejl eller mangler. Denne skabelon kan fjernes efter kontrol af indholdet. |

Politikens Trykkeri Ekstra er en film med ukendt instruktør.

## Handling
Politikens trykkeri og sætteri.Typografer i arbejde. Redaktionen samlet til møde. Man følger journalisten Peter Pen (Anker Kirkeby), som skal ud at rejse. Journalisten på sit kontor. Telefonen ringer ustandselig, og han ryger cigaretter. Peter Pen hjemme privat, hvor han vartes op af husbestyrerinde. Politikens kontor. Avisen bringes ud til læserne. Dame går op ad trappe med aviserne. Den færdige avis kommer ud af trykkeriet. Sætteriet, trykkeriet, sætteri igen. Store papirvalser ankommer til Politikens gård. Nær af seddel: "Politikens Julekoncert i aftes. Den historiske films premiere". Peter Pen forlader Politikens hus og kører væk i taxa. (Rækkefølgen af klip er ikke rigtig).